# Cima Cavallar
Die Cima Cavallar  (slowenisch Kavalarka) ist ein Berg in den Karawanken in Friaul-Julisch Venetien, nahe dem Dreiländereck der Staaten Österreich, Slowenien und Italien. Der Gipfel liegt auf einer Seehöhe von 1352 m s.l.m.

## Geographie
Die Cima Cavallar befindet sich zwischen den Ortschaften Weißenfels und Rateče auf der orographisch rechten Talseite des Weißenfelser Tales nordwestlich des Ratschacher Sattels. Das Tal trennt die Julischen Alpen im Süden von den Karawanken im Norden.
Eine Kapelle zu Ehren Unserer Lieben Frau vom Schnee wurde am Berg gebaut und befindet sich auf 1275 m s.l.m. Sie soll im Jahr 1941 geweiht worden sein und wird aktuell von der Stadtpfarrei Tarvis betreut.